# تايرون كونراد
تايرون كونراد (7 أبريل 1997 في هولندا - ) هو لاعب كرة قدم سورينامي في مركز الهجوم يلعب حالياً مع نادي الشارقة.

## روابط خارجية
- تايرون كونراد على موقع قاعدة بيانات كرة القدم.إي يو (الإنجليزية)
- تايرون كونراد على موقع Soccerway.com (الإنجليزية)
- تايرون كونراد على موقع عالم كرة القدم.نت (الإنجليزية)
- تايرون كونراد على موقع GSA (الإنجليزية)